# Lake Pepin
Lake Pepin ist ein natürlicher Stausee am Oberlauf des Mississippi auf der Grenze zwischen den amerikanischen Bundesstaaten Minnesota und Wisconsin. Der See hat eine Fläche von rund 100 km² und eine durchschnittliche Tiefe von 5,5 m. 
Schriftliche Aufzeichnungen über den See gibt es seit 1727, als das französische Fort Beauharnois an seinen Ufern errichtet wurde. 1730 wurde das Fort auf höher gelegenem Grund neu errichtet. 
Am 13. Juli 1890 verunglückte auf dem See das Fährschiff Sea Wing, bei dem 98 Menschen ums Leben kamen. 
Im Jahre 1922 erfand Ralph Samuelson in Lake City (Minnesota) auf dem See die Sportart Wasserski.
Aus Pepin, Wisconsin, am Ostufer des Sees stammt die Schriftstellerin Laura Ingalls Wilder, deren Bücher Vorlage für die Fernsehserie Unsere kleine Farm waren. 

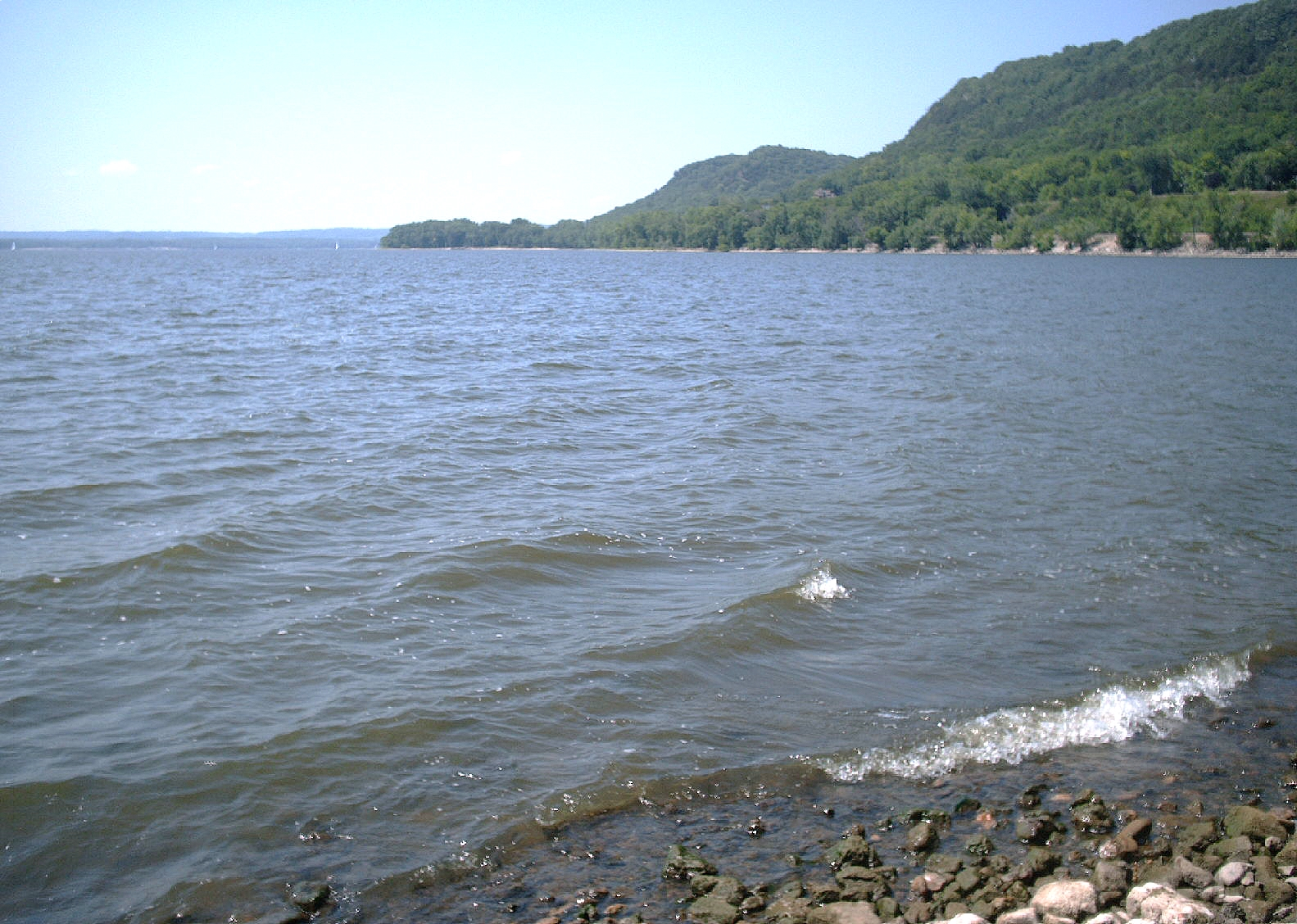
Blick auf den See vom Wisconsin-Ufer aus gesehen